# Здрапци (Хунедоара)
Здрапци (рум. Zdrapți) насеље је у Румунији у округу Хунедоара у општини Кришчор. Oпштина се налази на надморској висини од 304 m.

## Становништво
Према подацима из 2002. године у насељу је живело 971 становника, од којих су сви румунске националности.